# 윌리엄 로언 해밀턴

아일랜드에서 발행한 해밀턴 탄생 200주년 기념주화. 중앙의 ∇은 델 미분 연산자, 아래의 ∞은 무한대 기호이다.

윌리엄 로언 해밀턴(영어: William Rowan Hamilton IPA: [ˈwɪljəm ˈroʊən ˈhæməltən], 1805년 8월 4일 - 1865년 9월 2일)은 아일랜드의 수학자이다. 대수학에서 복소수 체를 포함하는 나눗셈 환인 사원수와 선형대수학에서 케일리-해밀턴 정리, 그래프 이론에서 해밀턴 경로가 대표적 업적이다. 수학 이외에 광학, 고전 역학 발전에도 큰 공헌을 했다. 고전 역학에서 라그랑주 역학을 더욱 발전시켜 해밀턴 역학을 만들었으며, 해밀토니안 개념은 나중에 양자역학의 발전에도 중요한 영향을 미쳤다. 해밀턴은 어린 시절부터 뛰어난 재능을 보여, 존 브링클리는 1823년 18살의 해밀턴에 대해 "앞으로는 알 수 없지만 현재 그의 나이에서 최고의 수학자이다"라고 평했다.

## 해밀턴 원리
해밀턴은 당시 알려져 있던 라그랑지안과 라그랑주 방정식에 대한 해석을 내놓았다. 그 결과는
{\displaystyle {\frac {\delta {\mathcal {S}}}{\delta \mathbf {q} (t)}}=0}
이다. 여기서
{\displaystyle {\mathcal {S}}[\mathbf {q} ]\ {\stackrel {\mathrm {def} }{=}}\ \int _{t_{1}}^{t_{2}}L(\mathbf {q} (t),{\dot {\mathbf {q} }}(t),t)\ ,dt}
이고, {\displaystyle L(\mathbf {q} ,{\dot {\mathbf {q} }},t)} 은 라그랑지안 함수이다.
해밀턴 원리가 의미하는 바는 '운동 경로의 시작과 끝점이 주어졌고, 중간의 운동 방정식이 미리 주어져 있지 않았을 때, 물체의 운동은 라그랑지안을 시작점에서 끝점까지 시간에 따라 적분한 값이 최소가 되는 경로를 따른다'이다.

## 해밀턴의 복소수

### 복소수체계a+bi{\displaystyle a+bi}와는 또 다른 복소수 체계인 해밀턴의 완성된 2성분의순서쌍복소수 표현
{\displaystyle (a_{1},b_{1})\cdot (a_{2},b_{2})=(a_{1}a_{2}-b_{1}b_{2},a_{1}b_{2}+b_{1}a_{2})}
{\displaystyle \therefore \;(0,1)^{2}=(0,1)\times (0,1)=(-1,0)=-1=i^{2}}
{\displaystyle \therefore \;(0,1)=i}
{\displaystyle \;(1,0)=1}
{\displaystyle \because \;(1,0)^{2}=(1,0)\times (1,0)=(1,0)=1=1^{2}}

### 해밀턴의 3성분의 순서쌍 복소수 표현의 실패
2성분의 순서쌍을 확장하여 복소수 {\displaystyle a+bi+cj}를 예상하면,
{\displaystyle (a_{1},b_{1},c_{1})\cdot (a_{2},b_{2},c_{2})}
{\displaystyle =(a_{1}+b_{1}i+c_{1}j)\cdot (a_{2}+b_{2}i+c_{2}j)}
{\displaystyle =a_{1}a_{2}+a_{1}b_{2}i+a_{1}c_{2}j+b_{1}ia_{2}+b_{1}ib_{2}i+b_{1}ic_{2}j+c_{1}ja_{2}+c_{1}jb_{2}i+c_{1}jc_{2}j}
{\displaystyle =a_{1}a_{2}+(a_{1}b_{2}+b_{1}a_{2})i+(a_{1}c_{2}+c_{1}a_{2})j+b_{1}b_{2}i^{2}+c_{1}c_{2}j^{2}+b_{1}c_{2}ij+c_{1}b_{2}ji}
{\displaystyle i^{2}=-1=j^{2},\;ij=-ji=k}를 가정해서,
{\displaystyle =(a_{1}a_{2}-b_{1}b_{2}-c_{1}c_{2})+(a_{1}b_{2}+b_{1}a_{2})i+(a_{1}c_{2}+c_{1}a_{2})j+(b_{1}c_{2}-c_{1}b_{2})k}
그리고 {\displaystyle (a_{1},b_{1},c_{1})=(a_{2},b_{2},c_{2})=(0,1,1)}를 예정하면,
{\displaystyle (0,1,1)\cdot (0,1,1)}
{\displaystyle =(0-1-1)+(0+0)i+(0+0)j+(1-1)k}
{\displaystyle =(-2)+0i+0j+0k}
{\displaystyle =-2\neq -1=i^{2}=j^{2}}
이렇게 해서 불안정한 복소수 3성분의 순서쌍 표현은 완전하지 않다.
그러나
{\displaystyle (a_{1}a_{2}-b_{1}b_{2}-c_{1}c_{2})+(a_{1}b_{2}+b_{1}a_{2})i+(a_{1}c_{2}+c_{1}a_{2})j+(b_{1}c_{2}-c_{1}b_{2})k}는
오일러의 네 제곱수 항등식 {\displaystyle (a_{1}^{2}+a_{2}^{2}+a_{3}^{2}+a_{4}^{2})(b_{1}^{2}+b_{2}^{2}+b_{3}^{2}+b_{4}^{2})=\,}
{\displaystyle (a_{1}a_{2}-a_{2}b_{2}-a_{3}b_{3}-a_{4}b_{4})^{2}+\,}
{\displaystyle (a_{1}b_{2}+a_{2}b_{1}+a_{3}b_{4}-a_{4}b_{3})^{2}+\,}
{\displaystyle (a_{1}b_{3}-a_{2}b_{4}+a_{3}b_{1}+a_{4}b_{2})^{2}+\,}
{\displaystyle (a_{1}b_{4}+a_{2}b_{3}-a_{3}b_{2}+a_{4}b_{1})^{2}\,}에서 각각 네번째항{\displaystyle a_{4}^{2}=b_{4}^{2}=0}의 특수한 경우이므로
불안정한 복소수 3성분의 순서쌍 공식의 계수가 네 제곱수 항등식의 그것과 같고,
이로써, 4성분의 순서쌍으로 복소 표현이 확장될수있음을 예상할 수 있고,

### 해밀턴의 완성된 확장된 복소수체계 사원수(4성분의 순서쌍)
이렇게 해서 확장시킨 복소수 {\displaystyle a+bi+cj+dk}를 근거로해서,
{\displaystyle (a_{1}a_{2}-b_{1}b_{2}-c_{1}c_{2})+(a_{1}b_{2}+b_{1}a_{2})i+(a_{1}c_{2}+c_{1}a_{2})j+(b_{1}c_{2}-c_{1}b_{2})k}에서
여기에 {\displaystyle i^{2}=-1=j^{2},\;ij=-ji=k}로 부터,
{\displaystyle i^{2}=j^{2}=k^{2}=ijk=-1\;}를 확장하면,
{\displaystyle (a_{1}^{2}+b_{1}^{2}+c_{1}^{2}+d_{1}^{2})(a_{2}^{2}+b_{2}^{2}+c_{2}^{2}+d_{2}^{2})=\,}
{\displaystyle (a_{1}a_{2}-b_{1}b_{2}-c_{1}c_{2}-d_{1}d_{2})^{2}+\,}
{\displaystyle (a_{1}b_{2}+b_{1}a_{2}+c_{1}d_{2}-d_{1}c_{2})^{2}+\,}
{\displaystyle (a_{1}c_{2}-b_{1}d_{2}+c_{1}a_{2}+d_{1}b_{2})^{2}+\,}
{\displaystyle (a_{1}d_{2}+b_{1}c_{2}-c_{1}b_{2}+d_{1}a_{2})^{2}\,}는
{\displaystyle (a_{1},b_{1},c_{1},d_{1})\cdot (a_{2},b_{2},c_{2},d_{2})=\,}
{\displaystyle (a_{1}a_{2}-b_{1}b_{2}-c_{1}c_{2}-d_{1}d_{2},)+(a_{1}b_{2}+b_{1}a_{2}+c_{1}d_{2}-d_{1}c_{2})\,}
{\displaystyle +(a_{1}c_{2}-b_{1}d_{2}+c_{1}a_{2}+d_{1}b_{2})+\,(a_{1}d_{2}+b_{1}c_{2}-c_{1}b_{2}+d_{1}a_{2})\,}을 만족하겠다.

## 허수의 확장
사원수(quaternion,해밀턴 수)에서 허수의 확장을 보면,
{\displaystyle i^{2}=-1=j^{2},\;ij=-ji=k}
{\displaystyle i^{2}=-1=j^{2},k^{2}=-1\;} 일때,
{\displaystyle ij=-ji=k}
{\displaystyle ij=k}
{\displaystyle ijk=kk}
{\displaystyle ijk=k^{2}}
{\displaystyle ijk=-1}
{\displaystyle \therefore \;i^{2}=j^{2}=k^{2}=ijk=-1\;}

## 같이 보기
- 해밀턴 경로(해밀턴 그래프)
- 해밀턴 역학
- 사원수
- 해밀턴 군
- 케일리-해밀턴 정리
- 순서쌍
- 복소수
- 허수
- 아서 케일리
- 행렬식